# アルスター・ロイヤリズム

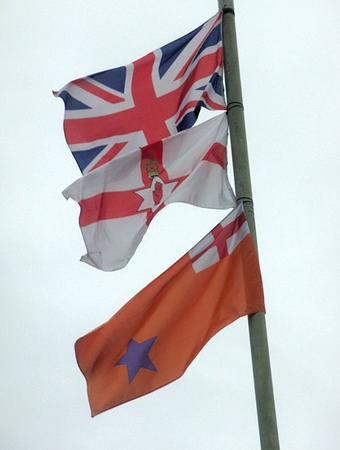
北アイルランドのロイヤリストがよく掲げているユニオンフラッグ、アルスターバナー、オレンジ騎士団の旗

アルスター・ロイヤリズム（英: Ulster Loyalism、愛: Dílseachas）は、北アイルランドをイギリス内に維持するための政治運動である。ほとんどのユニオニスト（英国王室と憲法への忠誠を公言する島の政治的伝統）と同様に、ロイヤリストは英国王政に執着し、北アイルランドの存続を支持し、アイルランド統一に反対している。アルスター・ロイヤリズムはイギリスの愛国心の一形態である。

## 概要
アルスター・ロイヤリズムは、19世紀後半にアイルランド自治法やカトリックのアイルランド民族主義の台頭への反応として出現した。
アイルランドの大部分はカトリックの土着民だったが、アルスター地方では一旦無人になった後でスコットランドから入植してきた者の子孫のプロテスタントがほぼ過半数を占めていた。また、アルスターはアイルランドの他の地域よりも工業化が進んでおり、イギリスとの貿易に大きく依存していた。ロイヤリズムは、独立したアイルランドの一部になることを望まないアルスター・プロテスタントの間での民族自決として始まった。
アイルランドのカトリック教徒の中にはユニオニストもいたが、ロイヤリストはプロテスタントとイギリスの遺産を強調していた。これらの動きは、1921年のアイルランド分割につながった。これにより、アイルランドの大部分は独立国家となり、アルスターの約3分の2は北アイルランドと呼ばれる自治領として英国内に残った。
分割以来、ほとんどのロイヤリストは、北アイルランドがイギリスの一部としての地位を維持することを支持してきた。「ユニオニスト」と「ロイヤリスト」という用語はしばしば互換的に使用される。
ロイヤリストはまた、英国政府や制度よりも、主にプロテスタントの英国王政に忠実であると表現されている。ギャレット・フィッツジェラルドは、ロイヤリストは「連邦」ではなく「アルスター」に主に忠誠を尽くしていると主張した。
少数のロイヤリストは、自分たちの大義を支持するために英国政府に頼ることはできないと信じ、独立したアルスター・プロテスタント国家を求めている。
北アイルランドには、プロテスタントの忠実派のマーチングバンドの伝統がある。何百ものバンドが存在し、毎年多数のパレードを行っている。

## 背景
「ロイヤリスト」という言葉は、1790年代にアイルランドの政治において、カトリック解放とアイルランドのイギリスからの独立に反対するプロテスタントを指すために初めて使われた。日本語では、「英国王党派」、「王国忠誠派」とも訳される。
1921年にアイルランドが分割された際、アルスター地方の9県のうち6県は独立したばかりのアイルランド自由国（後のアイルランド）に加盟せず、イギリスの一部として残った。1926年の学術的に引用された記録によると、当時の北アイルランドの人口の33.5％がローマ・カトリックで、62.2％が三大プロテスタント（長老派31.3％、アイルランド聖公会27％、メソジスト3.9％）に属していた。
北アイルランドのカトリック教徒（アイルランド統一を支持）とプロテスタント教徒（イギリス残留を支持）との間の緊張関係は、1960年代後半から1990年代後半にかけて、「厄介事」として知られる血なまぐさい反乱を長く続けてきた。

## 政党

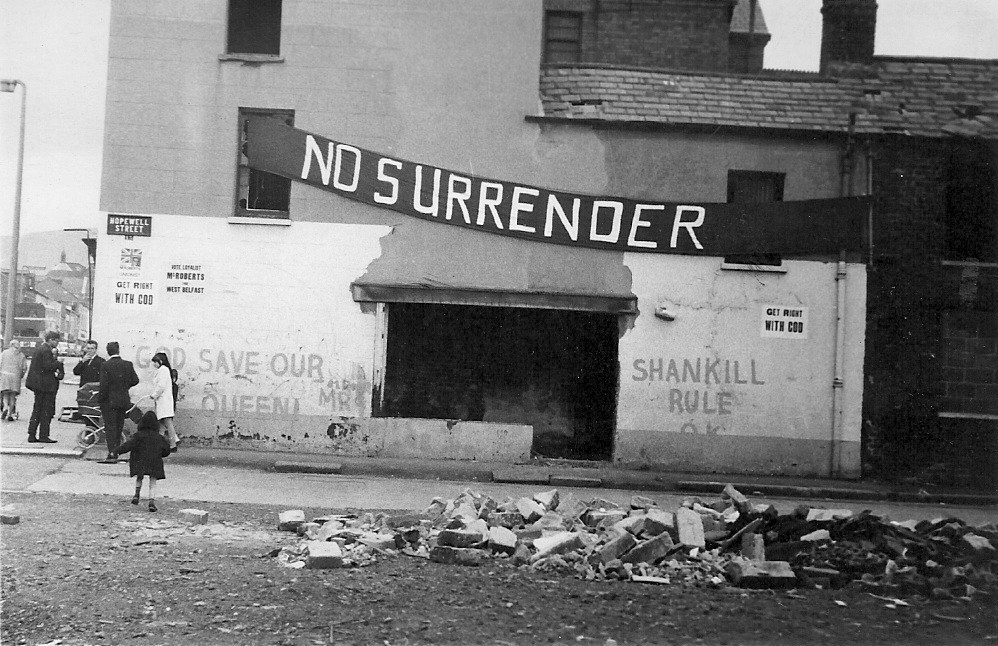
ベルファストのシャンキル通りの脇道にある建物に描かれたロイヤリストの落書きと横断幕（1970年）

### 活動中の政党
- 民主統一党
- アルスター統一党
- 伝統的ユニオニストの声
- 進歩統一党（アルスター義勇軍やレッド・ハンド司令部と連携

### かつての政党
- プロテスタント連合（2013年 - 2015年）
- アルスター民主党（1981年 - 2001年）
- ヴァンガード連合進歩党（1972年 - 1978年）
- ボランティア政党（1974年）
- アルスター・プロテスタント連盟（1930年代）

## 準軍事と自警団
ロイヤリストの準軍事組織と自警団は、20世紀初頭から活動している。1912年、イギリス政府がアイルランドに自治権を与えるのを阻止するため、あるいはアイルランドからアルスターを排除するために、アルスター義勇兵が結成された。これは第一次世界大戦の勃発によって鎮火したアイルランド自治問題につながった。ロイヤリスト準軍人は、アイルランド独立戦争（1919 - 1922年）の間、アルスターで再び活動し、厄介事（1960年代後半 - 1998年）の間、より顕著に活動した。最大かつ最も活動的な準軍事組織は、アルスター義勇軍（UVF）、アルスター防衛同盟（UDA）だった。ほとんどのロイヤリスト準軍事組織は、テロリスト組織として分類されている。
厄介事の間、目的はアイルランド共和主義、特にアイルランド共和軍暫定派（IRA）と戦うことと、プロテスタントのロイヤリスト地域を守ることにあった。しかし、犠牲者の大半はアイルランドのカトリック系民間人であり、宗派的な攻撃で無差別に殺されることが多かった。攻撃の責任を主張するたびに、ロイヤリストは通常、標的にされた者はIRAの一員であるか、IRAを支援している者と主張していた。M・L・R・スミスは、「当初から、忠誠心の強い準軍人は、すべてのカトリック教徒を潜在的な反逆者とみなす傾向があった」と書いている。他にも、カトリック市民への攻撃は、IRAの行動に対する「報復」として主張されたこともあった。連座であると同時に、IRAの支持を弱めようとしているとも見られていた。一部のロイヤリストは、カトリックを恐怖に陥れ、多くの死者を出せば、最終的にはIRAが攻撃をやめるだろうと主張していた。
ロイヤリストの準軍人は、厄介事での全死亡者の約30％を占め、民間人の死亡者の約48％を占めていた。ロイヤリストの準軍事組織は、共和国の準軍事組織とイギリスの治安部隊の両方よりもはるかに高い割合で民間人を殺害した。忠誠心の強い準軍事組織の手口は、暗殺、大量射撃、爆撃、誘拐を含んでいた。短機関銃、アサルトライフル、拳銃、手榴弾（自作手榴弾を含む）、焼夷弾、ブービートラップ弾、車爆弾などを使用していた。爆弾攻撃は通常、事前予告なし行われた。しかし、銃による攻撃は爆撃よりも一般的だった。1994年1月、UDAは、イギリス陸軍が北アイルランドから撤退した場合に実行される「終末計画」を作成し、北アイルランドを完全にプロテスタントにすることを目標に、民族浄化と再分割を求めた。
ロイヤリスト準軍事組織の中には、Combat 18、英国国民社会主義運動、国民戦線など、英国の極右やネオナチグループとのつながりを持っているものもある。1990年代以降、ロイヤリストの準軍事組織は、ロイヤリスト地域における数々の人種差別的攻撃の責任を負ってきた。2006年の報告書によると、過去2年間の人種差別的攻撃の90％は主にロイヤリスト地域で発生していた。
1990年代には、主要なロイヤリスト準軍事組織が停戦を呼び掛けた。その後も小さな離反グループは数年間にわたって暴力的な主張を繰り返し、ロイヤリストは散発的な暴力行為を続けてきた。

## 友愛とマーチングバンド
北アイルランドには、毎年パレードを行うプロテスタントの友愛会やマーチングバンドが数多くある。友愛会には、オレンジ・オーダーやデリー徒弟少年団などがあり、長い間に渡ってユニオニズム、ロイヤリズムと関連してきた。第十一夜（7月11日）の焚き火や第十二夜（7月12日）のパレードなどの年間行事は、ロイヤリズムと強く結びついている。2013年に発表された報告書によると、北アイルランドには少なくとも640のマーチングバンドが存在し、総会員数は約3万人と過去最高を記録している。パレード委員会によると、2007年には北アイルランドで合計1,354回の忠誠主義者のパレードが行われた（葬儀を除く）。北アイルランド警察庁は別の統計を用いており、2007年には合計2,863回のパレードを記録している。そのうち、2,270（約80％）はロイヤリストのマーチングバンドによるものである。